# Сагановский, Марек
Ма́рек Миро́слав Сагано́вский (пол. Marek Mirosław Saganowski; род. 31 октября 1978[…], Лодзь) — польский футболист, нападающий; тренер.

## Биография
С детства любил футбол, вместе с отцом и братьями смотрел чемпионат мира в Мексике в 1986 году. Сагановский играл в дворовой команде ФК РЕВ 42 (пол. FC REW 42), название клуба происходит от улицы Революции, на которой жил Марек. В школе любимыми предметами Марека были физика и химия. На первую тренировку в футбольный клуб «Лодзь» его отвёл старший брат Ярек в 7 лет.

### Клубная карьера
Начал профессиональную карьеру в клубе «Лодзь» в 16 лет. В Экстраклассе дебютировал 20 мая 1995 года в выездном матче против «Стали» из Мелеца (3:2). 14 октября 1995 года он отметился дублем в матче против щецинской «Погони» (3:1), Сагановский забил на 72 и 84 минуте в ворота Радослава Майдана. В сезоне 1995/96 Сагановский стал основным игроком клуба, сыграв 29 матчей и забив 11 голов в Экстраклассе. В 1996 году и 1997 году выступал на правах аренды в европейских клубах, сначала в нидерландском «Фейеноорде», затем в немецком «Гамбурге». Но закрепиться в командах не смог, после чего вернулся в «Лодзь». В сезоне 1997/98 вместе с командой стал чемпионом Польши. В апреле 1998 году Марек попал в мотоаварию и потерял способность ходить, но вскоре восстановился, а затем возобновил футбольную карьеру. Всего за «Лодзь» провёл 95 матчей и забил 30 голов. По одному сезону выступал за другие польские клубы: «Орлен» (Плоцк) и «Одра» (Водзислав-Слёнски).
Летом 2002 года перешёл в варшавскую «Легию». В команде дебютировал 14 сентября 2002 года в матче против «КСЗО» (1:1), Сагановский вышел на 86 минут вместо серба Станко Светлицы. В команде стал главным бомбардиром, забив 41 гол в 67 матчах.
Летом 2005 года перешёл в португальскую «Виторию» из Гимарайнша. Вместе с командой успешно прошёл квалификацию Кубка УЕФА. В первом круге «Витории» попалась краковская «Висла», в первом домашнем матче «Виктория» обыграла «Вислу» (3:0). Во втором выездном матче «Витория» также выиграла у «Вислы» (1:0), единственный гол забил Сагановский на 82 минуте в ворота Радослава Майдана. В групповом раунде «Витория» заняла последние 5 место, уступив «Бешикташу», «Болтону», «Зениту» и «Севилье». В групповом раунде Сагановский провёл все 4 игры и забил 2 гола («Болтону» и «Бешикташу»). В чемпионате Португалии сезона 2005/06 «Витория» заняла 17 место из 18 команд и вылетела в Лигу де Онра. Марек стал основным игроком, сыграв 32 матча. Он стал 7 бомбардиром, забив 12 голов, проиграв лучшему бомбардиру Альберу Мейонгу, который забил 17 мячей.
Летом 2006 года перешёл во французский «Труа» за 1 миллион фунтов стерлингов. В команде сыграл всего 6 игр, выходя на замены, провёл большую часть своего времени в запасе. Зимой 2007 года перешёл на правах аренды в английский «Саутгемптон». Марек провёл удачный отрезок сезона забив 10 мячей в 13 матчах. Также он сделал хет-трик 31 марта 2007 года в матче против «Вулверхэмптон Уондерерс» (6:0). Летом 2007 года был куплен «святыми» за 1 миллион евро. В Англии за ним закрепилось прозвище «Сага».
В августе 2008 года был отдан в аренду датскому «Ольборгу». Сагановский принял участие в квалификации Лиги чемпионов против литовского «Каунаса», тогда «Ольборг» успешно прошёл «Каунас» и вышел в групповой турнир. В группе «Ольборг» занял 3 место, опередив шотландский «Селтик» и уступив испанскому «Вильярреалу» и английскому «Манчестер Юнайтед». Сагановский сыграл все 6 игр в группе и забил 1 гол в ворота «Вильярреала». В январе 2009 года вернулся в «Саутгемптон». В декабре 2009 года разорвал контракт с «Саутгемптоном» и получил статус свободного агента. В январе 2010 года перешёл в афинский «Атромитос».

### Карьера в сборной
Лучший бомбардир мемориала Ежека 1995 года. В национальной сборной Польши дебютировал при тренере Владиславе Стачурски 1 мая 1996 года в матче против Беларуси (1:1), Сагановский вышел на 69 минуте вместо Анджея Юсковяка. 26 марта 2005 года в матче против Азербайджана (8:0) отметился дублем в ворота Дмитрия Крамаренко. Сагановский не попал в заявку Павла Янаса на чемпионат мира 2006 в Германии.
В составе сборной Польши успешно прошёл квалификацию к чемпионату Европы 2008 в Австрии и Швейцарии. Тогда Польша заняла 1 место, обогнав такие сборные, как Португалия, Сербия, Финляндия и Бельгия. Также Марек попал в состав поляков на сам чемпионат Европы 2008. На чемпионате Европы Польша заняла последние место в группе В, уступив Австрии, Германии и Хорватии. Сагановский провёл все 3 матча на Евро.

## Достижения
- Чемпион Польши (4): 1997/98, 2012/13, 2013/14, 2015/16
- Обладатель Кубка Польши (3): 2012/13, 2014/15, 2015/16
- Серебряный призёр чемпионата Польши (1): 2003/04
- Бронзовый призёр чемпионата Польши (1): 2004/05
- Серебряный призёр чемпионата Голландии (1): 1996/97
- Финалист Кубка Польши (1): 2002/04

## Личная жизнь
8 июля 2000 года он женился на девушке Камиле, с которой он учился в школе № 1, Марек старше её на 2 года. У них есть двое детей: девочка Антония (2004) и сын Франсуа (2006). Его хобби мотоциклы и рыбалка. Его брат Богуслав — один из лучших пляжных футболистов Польши.

## Статистика
| Сезон   | Клуб                     | Лига         | Чемпионат | Чемпионат | Кубок | Кубок | Еврокубки | Еврокубки |
| Сезон   | Клуб                     | Лига         | Игры      | Голы      | Игры  | Голы  | Игры      | Голы      |
| ------- | ------------------------ | ------------ | --------- | --------- | ----- | ----- | --------- | --------- |
| 1994/95 | Лодзь                    | Экстракласса | 3         | 0         | 0     | 0     | —         | —         |
| 1995/96 | Лодзь                    | Экстракласса | 29        | 11        | 0     | 0     | —         | —         |
| 1996/97 | Лодзь                    | Экстракласса | 2         | 1         | 0     | 0     | —         | —         |
| 1996/97 | Фейеноорд                | Эредивизи    | 7         | 0         | 0     | 0     | —         | —         |
| 1996/97 | Гамбург                  | Бундеслига   | 3         | 0         | 0     | 0     | —         | —         |
| 1997/98 | Лодзь                    | Экстракласса | 22        | 11        | 0     | 0     | —         | —         |
| 1998/99 | Лодзь                    | Экстракласса | 15        | 1         | 0     | 0     | —         | —         |
| 1999/00 | Лодзь                    | Экстракласса | 24        | 6         | 1     | 0     | —         | —         |
| 2000/01 | Орлен (Плоцк)            | Экстракласса | 23        | 4         | 3     | 0     | —         | —         |
| 2001/02 | Одра (Водзислав-Слёнски) | Экстракласса | 27        | 2         | 2     | 1     | —         | —         |
| 2002/03 | Одра (Водзислав-Слёнски) | Экстракласса | 3         | 0         | 0     | 0     | —         | —         |
| 2002/03 | Легия                    | Экстракласса | 17        | 10        | 2     | 1     | 2         | 0         |
| 2003/04 | Легия                    | Экстракласса | 24        | 17        | 6     | 1     | —         | —         |
| 2004/05 | Легия                    | Экстракласса | 26        | 14        | 12    | 6     | 4         | 1         |
| 2005/06 | Витория (Гимарайнш)      | Лига Сагриш  | 32        | 12        | ?     | ?     | —         | —         |
| 2006/07 | Труа                     | Лига 1       | 6         | 0         | ?     | ?     | —         | —         |
| 2006/07 | Саутгемптон              | Чемпионшип   | 13        | 10        | ?     | ?     | —         | —         |
| 2007/08 | Саутгемптон              | Чемпионшип   | 30        | 3         | ?     | ?     | —         | —         |
| 2008/09 | Ольборг                  | Суперлига    | 13        | 3         | ?     | ?     | 8         | 1         |
| 2008/09 | Саутгемптон              | Чемпионшип   | 19        | 6         | ?     | ?     | —         | —         |
| 2009/10 | Саутгемптон              | Первая лига  | 6         | 0         | ?     | ?     | —         | —         |